# أسعار الأدوية الموصوفة في الولايات المتحدة
كانت أسعار الأدوية الموصوفة في الولايات المتحدة من بين أعلى المعدلات في العالم. أصبحت التكلفة العالية للعقاقير الطبية موضوعًا رئيسيًا للمناقشة في الألفية الجديدة ، مما أدى إلى نقاش إصلاح الرعاية الصحية بالولايات المتحدة لعام 2009 ، وحظي باهتمام متجدد في عام 2015. وقد عزت أسعار الأدوية المرتفعة للوصفات الطبية إلى الاحتكارات الممنوحة من الحكومة للمصنعين والمنظمات التي تفتقر إلى القدرة على التفاوض بشأن الأسعار. 
بعض من أعلى الأسعار تشمل الأدوية اليتيمة (Lumizyme) بمبلغ 630،159 دولار لكل مريض في عام 2015 ، و (Zolgensma) بمبلغ 2.1 مليون دولار لعلاج جرعة واحدة في عام 2019. وضعت عدة علاجات جديدة لعلاج التهاب الكبد الوبائي ضغطًا كبيرًا على ميزانيات شركة التأمين والرعاية الصحية الحكومية (بما في ذلك السجون) بسبب العدد الكبير من المرضى ، مما أدى إلى تقنين العلاجات. وتشمل هذه الرسوم Harvoni بسعر 91.589.40 دولار لكل علاج لمدة 12 أسبوعًا في عام 2016 ، و سيميبريفير وسوفوسبوفير بسعر 171،000 دولار لكل دورة علاج في عام 2015.
تستهلك الولايات المتحدة الأمريكية مخدرات الشوارع غير المشروعة أكثر من أي دولة أخرى في العالم.  ووفقًا للقانون الأمريكي، يُعرّف "المخدر" بأنه شيء يُستخدم لتشخيص أو علاج أو الوقاية من الأمراض، أو أي شيء (باستثناء الطعام) يؤثر على كيفية عمل الجسم.  كما أن للحكومة تعريفات منفصلة للمخدرات والمواد الخاضعة للرقابة، والتي قد تشمل أشياءً لا تُعتبر مخدرات. ولا تشمل هذه التعريفات على وجه التحديد التبغ والكافيين والكحول.

## تاريخ المخدرات في الولايات المتحدة
في القرن التاسع عشر، كانت الولايات المتحدة تعاني من ضآلة تنظيم المخدرات. أصدرت بعض الولايات قوانين للسيطرة على مبيعات المخدرات، وحظرت العديد من المدن تدخين الأفيون، ولكن نادرًا ما طُبّقت هذه القوانين. وبسبب هذا، انتشر إدمان المخدرات على نطاق واسع، حيث بلغ عدد المدمنين حوالي 300,000 مدمن في الولايات المتحدة بحلول عام 1900. وارتفعت نسبة إدمان المواد الأفيونية من 0.72 لكل 1000 شخص إلى 4.59 لكل 1000 شخص خلال تسعينيات القرن التاسع عشر. 
في عام 1906، نصّ قانون الغذاء والدواء النقي على وجوب وضع ملصقات على أدوية مثل الكحول والكوكايين والهيروين والمورفين والقنب تتضمن مكوناتها وجرعاتها. قبل ذلك، كانت العديد من الأدوية تُباع كأدوية حاصلة على براءات اختراع بمعلومات مخفية أو مضللة. وحتى بعد صدور القانون، كان بيع هذه الأدوية ممكنًا دون وصفة طبية، طالما كانت تحمل ملصقات صحيحة. 
وخلص تقرير صادر عن المجلس الوطني للبحوث إلى أن الحكومة الأمريكية لم تُجرِ سوى القليل جدًا من الأبحاث حول سياساتها الخاصة بالمخدرات، واصفًا هذا النقص في الدراسة بأنه "غير عادل". في عام 2001، كان حوالي 16 مليون شخص في الولايات المتحدة يتعاطون المخدرات غير المشروعة.
في عام 2022، سُجلت حوالي 110,500 حالة وفاة بسبب جرعات زائدة من المخدرات في الولايات المتحدة، شملت أنواعًا مختلفة من المخدرات.

## تهريب المخدرات إلى الولايات المتحدة
يُجرى تهريب المخدرات إلى الولايات المتحدة بطرق عديدة. قد يحمل الأشخاص المخدرات على متنها أو يُخفونها في سيارات أو شاحنات أو عربات قطار. كما يستخدم المهربون القوارب والغواصات لعبور الحدود البحرية. يستخدم البعض الطائرات المسيرة للتحليق فوقها، بينما يبني آخرون أنفاقًا تحتها.

## المخدرات الترفيهية حسب النوع

### الكحول
في حين أن السن القانوني لشراء الكحول هو ٢١ عامًا في جميع الولايات الأمريكية ومعظم الأقاليم، إلا أن قواعد شربه تختلف. تحظر بعض الولايات استهلاك الكحول لمن هم دون سن ١٨ عامًا، لكن معظمها يسمح باستثناءات تسمح للقاصرين بشرب الكحول في حالات معينة. 
غالبًا ما يحدث شرب الكحول لدى القاصرين سرًا. ومن الطرق الشائعة ما يُسمى بـ"ما قبل الألعاب" أو "ما قبل الحفلات"، حيث يشرب المراهقون بسرعة قبل الخروج لتجنب القبض عليهم. 

### القنب
لا يزال استخدام وتوزيع وحيازة القنب الذي يحتوي على أكثر من 0.3% من مادة THC بالوزن الجاف غير قانوني بموجب القانون الفيدرالي في الولايات المتحدة، على الرغم من أن لوائح الولايات المختلفة تسمح بذلك في ظروف معينة. تم تصنيف القنب، الذي يحتوي على أكثر من 0.3% من مادة THC من الوزن الجاف، والمعروف باسم الماريجوانا، كمادة من الجدول الأول وفقًا لقانون المواد الخاضعة للرقابة الفيدرالي لعام 1970، بأنه "غير مقبول للاستخدام الطبي" ويشكل خطرًا كبيرًا للإساءة، إلى جانب احتمال الإدمان الجسدي أو النفسي. 

### الكوكايين
يُصنف الكوكايين كثاني أكثر المخدرات الترفيهية غير القانونية انتشارًا في الولايات المتحدة، بعد القنب، وتُعد الولايات المتحدة أكبر مستهلك للكوكايين عالميًا. 
في عام ٢٠٢٠، أصبحت ولاية أوريغون أول ولاية أمريكية تُلغي تجريم الكوكايين.  يضمن هذا التشريع عدم تعرض الأفراد الذين يمتلكون كميات صغيرة من الكوكايين للسجن. بالإضافة إلى ذلك، أصبحت أوريغون أيضًا في عام ٢٠٢٠ أول ولاية تُلغي تجريم تعاطي الهيروين.  تسمح هذه المبادرة للأفراد الذين يمتلكون كميات صغيرة من الكوكايين بالتهرب من الاعتقال. 